# Sirodotia
Sirodotia, rod crvenih algi iz porodice Batrachospermaceae, dio reda Batrachospermales. Postoji 13 priznatih vrsta a tipična je slatkovodna alga S. suecica.
Rod je 1912. opisan kao monotipičan. Novootkrivena vrsta S. assamica, otkrivena 2020. godine na dva lokaliteta u Assamu.

## Vrste
1. Sirodotia assamica O.Nechi Jr., Rossignolo, Yasmin, J.A.West & E.K.Ganesan
2. Sirodotia cirrhosa Skuja ex M.S.Balakrishnan & B.B.Chaugule
3. Sirodotia delicatula Skuja
4. Sirodotia gardneri Skuja ex L.Flint
5. Sirodotia huangshanensis Z.X.Shi & S.L.Xie
6. Sirodotia huillensis (Welwitsch ex West & G.S.West) Skuja
7. Sirodotia iyengarii M.Baluswami & M.Babu
8. Sirodotia kennedyi A.L.Szinte, J.C.Taylor & M.L.Vis, 2020
9. Sirodotia masoalensis Fischer, Killmann & Quandt, 2020[3]
10. Sirodotia polygama Skuja ex L.H.Flint
11. Sirodotia segawae S.Kumano
12. Sirodotia sinica C.-C.Jao
13. Sirodotia suecica Kylin
14. Sirodotia yutakae S.Kumano